# Litauische Eishockeyliga 2012/13
Die Saison 2012/13 war die 22. Spielzeit der litauischen Eishockeyliga, der höchsten litauischen Eishockeyspielklasse. Meister wurde zum 18. Mal in der Vereinsgeschichte der SC Energija.

## Modus
In der Hauptrunde absolvierte jede der vier Mannschaften insgesamt 15 Spiele. Anschließend wurde in Playoffs der Meister ermittelt. Für einen Sieg nach regulärer Spielzeit erhielt jede Mannschaft drei Punkte, bei einem Sieg nach Overtime gab es zwei Punkte, bei einer Niederlage nach Overtime gab es ein Punkt und bei einer Niederlage nach regulärer Spielzeit null Punkte.

## Hauptrunde
|    | Klub                     | Sp | S  | OTS | OTN | N  | Tore  | Punkte |
| -- | ------------------------ | -- | -- | --- | --- | -- | ----- | ------ |
| 1. | SC Energija              | 15 | 15 | 0   | 0   | 0  | 97:37 | 45     |
| 2. | Kėdainių LRK             | 15 | 4  | 1   | 1   | 9  | 51:63 | 15     |
| 3. | Delovaja Rus Kaliningrad | 15 | 5  | 0   | 0   | 10 | 62:77 | 15     |
| 4. | Vanvita Vilnius          | 15 | 4  | 1   | 1   | 9  | 49:82 | 15     |

Sp = Spiele, S = Siege, U = unentschieden, N = Niederlagen, OTS = Overtime-Siege, OTN = Overtime-Niederlage, SOS = Penalty-Siege, SON = Penalty-Niederlage

## Playoffs

### Halbfinale
- SC Energija – Vanvita Vilnius 10:1
- Kėdainių LRK – Delovaja Rus Kaliningrad 2:5

### Spiel um Platz 3
- Kėdainių LRK – Vanvita Vilnius 3:5

### Finale
- SC Energija – Delovaja Rus Kaliningrad 3:1